# Funicolare della Mendola
La funicolare della Mendola (in tedesco Mendelbahn) è una delle maggiori funicolari europee.
Collega Caldaro, ed in particolare la sua frazione di Sant'Antonio (St. Anton in Kaltern), a quota 509 m s.l.m., con il passo della Mendola. Il dislivello di 854 metri viene superato in 12 minuti con una pendenza massima del 64%. Nel suo percorso di 2374 metri si arrampica su una parete di roccia immersa nel bosco, attraversa gallerie e ponti e raggiunge la stazione a monte (posta a 1364 m) dove si apre un panorama sull'Oltradige e la Bassa Atesina.

## Storia

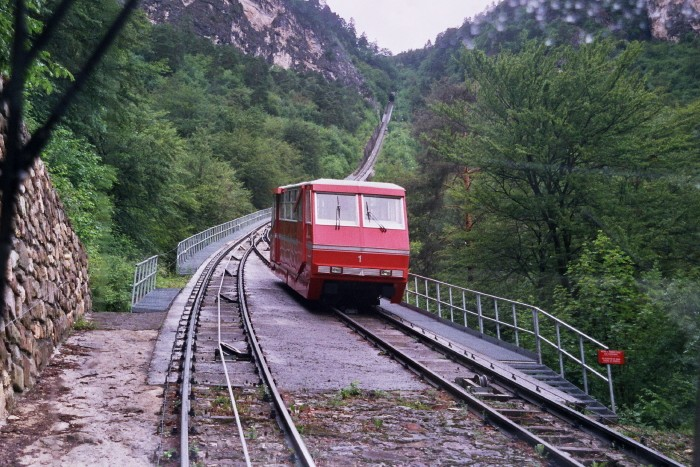
Vettura prossima all'incrocio, nel 2004

L'infrastruttura fu ideata da Emil Strub, nell'ambito del progetto di una linea ferroviaria tra la stazione di cura di Gries (Bolzano) e la Mendola, nel quale la funicolare doveva essere l'estremo prolungamento della tranvia Dermulo-Fondo-Mendola, raggiunta dalla stazione a monte e della ferrovia Bolzano-Caldaro, che terminava proprio alla stazione di valle.
Il 19 ottobre del 1903, dopo 14 mesi di lavori resi complessi dalle asperità del terreno e l'elevata pendenza, l'impianto entrò in servizio risultando una delle funicolari più lunghe e più ripide d'Europa.
Da allora l'esercizio proseguì regolarmente, nonostante i cali di utenza conseguenti alla chiusura dei due impianti su ferro afferenti avvenuta rispettivamente nel 1934 e nel 1971.
Resasi sempre più stringente la normativa di sicurezza nel settore degli impianti a fune, la funicolare subì un importante fermo per il rinnovo degli impianti negli anni ottanta; il collaudo dell'impianto avvenne nel 1987
mentre nuove vetture arrivarono l'anno successivo, così da riaprire l'impianto in tempo per i festeggiamenti dell'ottantacinquesimo anniversario.
Nel 1991 l'esercizio della funicolare passò in gestione alla SAD.
Festeggiato solennemente il proprio centenario nel 2003, nel 2004 la funicolare restò ferma per vari mesi a seguito di un incidente in cui perse la vita un manovratore a fine servizio, schiacciato dalla chiusura delle portiere.
In data 8 maggio 2009 riprese servizio dopo un fermo durato vari mesi nel quale vennero rinnovati gli azionamenti di trazione e le cabine a cura di Doppelmayr, Leitner e Agudio. Tale intervento di rinnovo costò 2,6 milioni di euro e in tale occasione fu aggiunta una fermata intermedia, collegata ad un sentiero per escursionisti.
Nel 2021 sorse una contesa legale tra la provincia di Bolzano (intenzionata a passare a una gestione d'esercizio in house tramite la controllata STA) e il concessionario uscente SAD, durante la quale in alcuni momenti il servizio venne interrotto e sostituito da autobus; nel mese di luglio, il TAR di Bolzano respinse il ricorso di SAD, confermando la legittimità del trasferimento dei servizi alla STA.

## Caratteristiche
L'impianto presenta una lunghezza di 2,37 chilometri; le due vetture superano un dislivello di 854 metri alla pendenza massima del 64 per cento, con un tempo di percorrenza di 12 minuti.
Le cabine sono lunghe 12,5 m e trasportano 80 persone ciascuna, di cui 24 a sedere. Sono dotate di aria condizionata ed hanno una ampia superficie vetrata che include l'imperiale.